# Героїди
Героїди — цикл віршованих послань, створений близько 5 р. до н. е. давньоримським поетом Публієм Овідієм Назоном. Різновид епістолярного жанру в античній літературі, наприклад листи Пенелопи до Одіссея.
«Героїди» налічують 21 віршоване послання (епістолу). Кожне написано від імені міфологічної (Федра, Медея) або історичної (Сафо) героїні, яка знаходиться в розлуці зі своїм коханим або кинута ним. Овідію приписують п'ятнадцять послань-героїд.
Традицію героїд поглибили представники європейського класицизму — Б. Фонтенель, А. Повп, А. Кршицький.